# 阿布特韦勒
阿布特韦勒是德国莱茵兰-普法尔茨州的一个市镇。总面积5.76平方公里，总人口208人，其中男性104人，女性104人（2011年12月31日），人口密度36人/平方公里。